# Rudolf Jacobs
Pour les articles homonymes, voir Jacobs.
Rudolf Heinrich Otto Max Jacobs (né le 26 juillet 1914 à Brême, mort le 3 novembre 1944 à Sarzana) est un officier allemand de la Kriegsmarine. Pendant la Seconde Guerre mondiale, il est enrôlé dans la marine et déployé dans la ville portuaire italienne de La Spezia, où il s'engage dans l'intérêt de la population civile. Il déserte en 1943 et rejoint les partisans italiens. Rudolf Jacobs meurt lors d'un raid dans une caserne.

## Biographie
Rudolf Jacobs était le fils de l'architecte de Brême Rudolf Jacobs. Son père le persuade de rejoindre la marine marchande après l'abitur à Brême en 1932 afin de le protéger de l'émergence du nazisme. Jusqu'en 1938, Jacobs apprend la mer, notamment sur le Schulschiff Deutschland, et obtint sa licence d'officier.
Jacobs se marie en 1936 et déménage à Hambourg avec sa famille. À partir de 1938, il étudie le génie civil à Brême et l'architecture à Hanovre et à Brunswick.
En 1939, Jacobs est recruté pour la Seconde Guerre mondiale. Il est d'abord stationné à Hambourg-Altona puis sert dans la planification de la construction de la ligne Siegfried. Cependant, il obtient son exemption à la fin de ses études d'ingénieur et passe avec succès l'examen d'ingénieur en 1940. En 1942, il entre dans la Kriegsmarine. À l'automne 1943, il obtient le grade de lieutenant-capitaine du corps du génie naval à La Spezia, où il est responsable de la construction de la forteresse en tant qu'officier supérieur. En Italie, Jacobs fait campagne pour les droits des civils. Il s'assure notamment que les aliments confisqués au marché noir soient vendus à prix fixe. Il procure également de la nourriture à la population aux frais de la Wehrmacht.
Jacobs s'oppose à l'augmentation des crimes de guerre commis contre la population civile par les forces d'occupation allemandes des SS et de l'armée. Lorsque sa femme et ses deux fils sont déclarés morts par erreur après des raids aériens sur Hambourg en 1943, Jacobs et son adjudant Johann Fritz désertent et rejoignent le partisans de la brigade Garibaldi "Ugo Muccini". Le 3 octobre 1944, il se bat contre les soldats allemands et italiens. Il prend ensuite le nom de couverture Primo. Il mène une autre action le 3 novembre : Jacobs, Fritz, trois citoyens soviétiques et cinq Italiens attaquent un hôtel de la petite ville de Sarzana, près de La Spezia qui sert de caserne. L'attaque surprise échoue, Jacobs est tué. Sa famille n'apprend sa mort qu'en février 1957.

## Commémoration
Rudolf Jacobs reçoit une tombe honorifique à Sarzana. Le 8 septembre 1947, l'association partisane italienne ANPI décerne à Rudolf Jacobs la médaille Garibaldi à titre posthume. En juin 1972, Rudolf Jacobs reçoit à titre posthume la Médaille d'honneur d'argent du ministère italien de la Défense.
Rudolf Jacobs est honoré publiquement pour la première fois en Allemagne en 2010, lorsque le Sénat de Brême soutient une initiative de l'École internationale de la paix de Brême et du conseil consultatif du district de Vegesack au nord de Brême, puis décide d'installer une plaque publique pour Rudolf Jacobs dans le district. On choisit la Gustav-Heinemann-Bürgerhaus, là où se trouve le mémorial du déserteur inconnu depuis 1986. La plaque commémorative de Rudolf Jacobs est inaugurée le 21 février 2014.